# Centrolene ballux
Espèce
Synonymes
- Centrolenella ballux Duellman & Burrowes, 1989

Statut de conservation UICN

 EN  : En danger
Centrolene ballux est une espèce d'amphibiens de la famille des Centrolenidae.

## Répartition
Cette espèce se rencontre de 1 700 à 2 010 m d'altitude :
- en Équateur sur le versant pacifique de la cordillère Occidentale dans la province de Pichincha,
- en Colombie sur le versant pacifique de la cordillère Occidentale dans le département de Nariño.

## Description
Les mâles mesurent de 19,2 à 22,2 mm et les femelles de 21,0 à 23,3 mm.

## Publication originale
- Duellman & Burrowes, 1989 : New species of frogs, Centrolenella, from the Pacific versant of Ecuador and southern Colombia. Occasional Papers of the Museum of Natural History, University of Kansas, no 132, p. 1-14 (texte intégral).